# Plastická trhavina

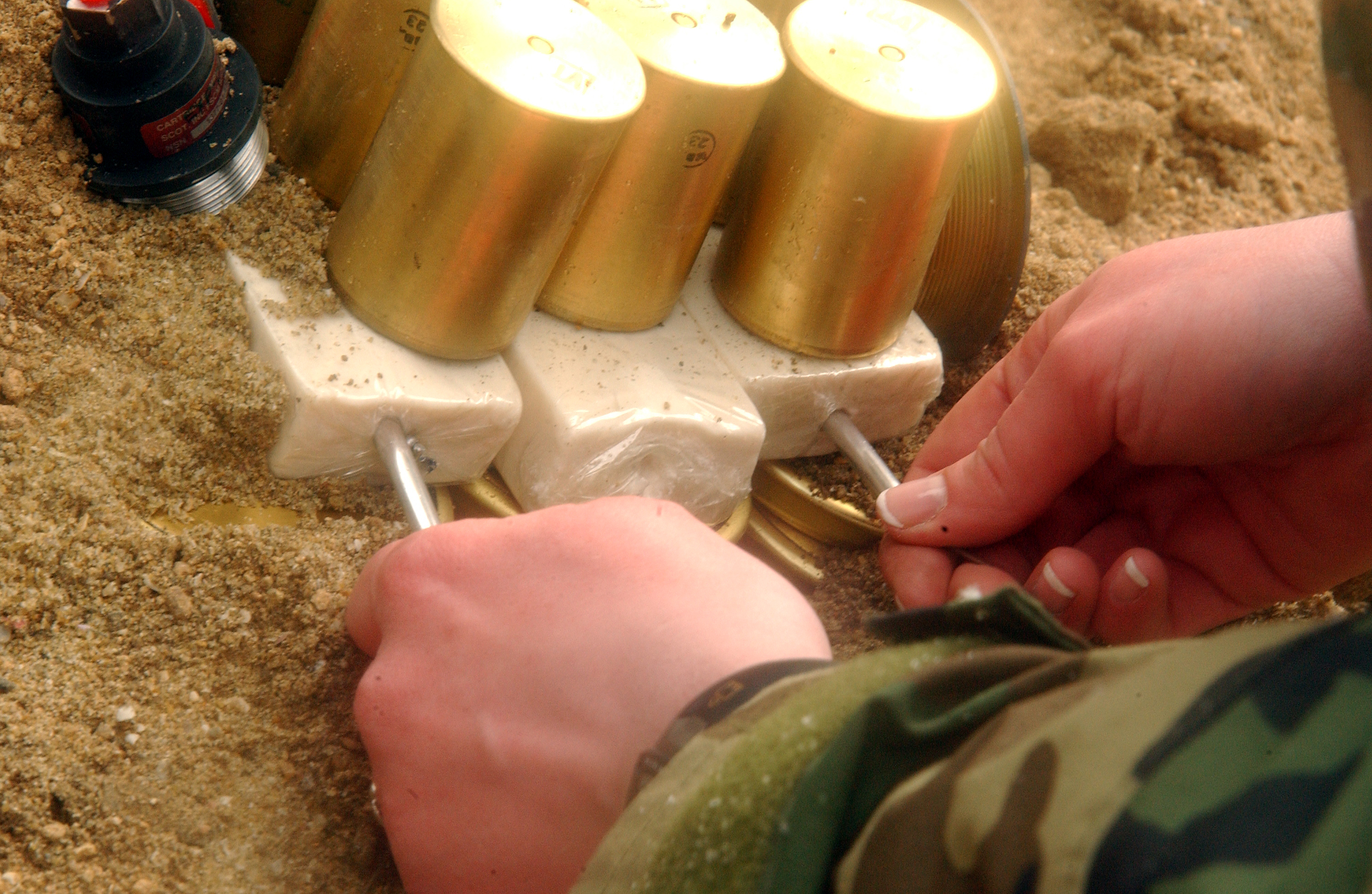
Plastická trhavina C-4 – bílé bločky připravené ke zničení nevybuchlé munice

Plastická trhavina je výbušná směs trhaviny různého určení, kterou lze tvarovat do požadovaného tvaru beze změny její soudržnosti a výbušných vlastností. Využívá se ve vojenství na destrukční práce a plnění některých druhů munice i v průmyslu, dále při dobývání nerostných surovin, destrukčních pracích, svařování výbuchem a mnoha jiných činnostech. Vždy obsahují nejméně dvě složky – vlastní výbušninu a plastifikující složku, která také může být výbušná.
Nejvíce rozšířené jsou průmyslové trhaviny na bázi ethylenglykol dinitrátu a nitrocelulózy (variace na trhací želatinu), popř. demoliční trhaviny na bázi hexogenu a pentritu s inertním pojivem jako je polybutadienový kaučuk či směs pojiva a plastifikátoru DOA/PIB. Příkladem takových trhavin jsou C-4 a semtex. Vzácněji se lze setkat s trhavinami na bázi oktogenu, hexogenu a TMETN/nitrocelulózy, popř. PCP.
Na jednotku hmotnosti mají trhaviny na bázi krystalické trhaviny a pojiva z ethylenglykol dinitrátu, popř. TMETN a nitrocelulózy/PCP větší výkon, často mají i vyšší brizanci. Jejich nevýhodou je nižší plasticita a především vyšší toxicita při styku s kůží, která může způsobit otravu a bolesti hlavy.
Plastické trhaviny jako je semtex a C-4 jsou asi 5× méně citlivé na mechanické podněty než jsou jejich samotné výbušné náplně (krystalický hexogen, pentrit). Lze je považovat za relativně bezpečné, běžné nárazy by je neměly detonovat. Volně ležící kostky semtexu apod. bez vložené rozbušky po zapálení pouze shoří
Obvyklým omylem je předpokládat, že většina munice je plněná plastickými trhavinami. Tento omyl má kořen v tom, že náplně munice i plastické trhaviny jsou často složeny z hexogenu a polymerního pojiva. Lité náplně munice (např. PBXN-109) jsou ale stvořeny tak, aby po odlití do munice zatvrdly a vytvořily relativně tvrdou a neplastickou hmotu, která je přibližně podobná velmi hustému molitanu.
Plastické trhaviny téměř vždy vyžadují iniciaci rozbuškou. Rozbušky by se neměly do plastické trhaviny jednoduše tlačit, vždy je vhodné udělat předem do plastické trhaviny díru např. tužkou či speciálním nástrojem. Tímto se předchází náhodnému zlomení rozbušky a nechtěné detonaci.